# شاخرام جياسوف
شاخرام جياسوف (مواليد 7 يوليو 1993) هو ملاكم أوزباكستاني، مثّل بلاده في الألعاب الأولمبية الصيفية 2016 وحقق الميدالية الفضية في فئة وزن الويلتر.

## روابط خارجية
شاخرام جياسوف على موقع بوكس ريك (الإنجليزية) (registration required)
- شاخرام جياسوف على موقع أوليمبيديا (الإنجليزية)